# Halvalv
Halvalver är en fiktiv ras i många olika fantasyvärldar och rollspel. Halvalver är barn till en människa och en alv. J.R.R. Tolkiens Elrond är ett exempel på en halvalv. Halvalven är mindre känd än alven, som återfinns i nästan vartenda rollspel, däribland Dungeons & Dragons, Drakar och demoner samt Tunnels & Trolls.